# غابرييل بريدا
غابرييل بريدا (بالرومانية: Ștefan Preda)‏ (مواليد 18 يونيو 1970) هو لاعب كرة قدم. يلعب مع منتخب رومانيا لكرة القدم. سبق له أن لعب في كأس العالم لكرة القدم مع منتخب بلاده.

## روابط خارجية
- غابرييل بريدا على موقع الاتحاد الدولي (مؤرشف)  (الإنجليزية)
- غابرييل بريدا على موقع قاعدة بيانات كرة القدم.إي يو (الإنجليزية)
- غابرييل بريدا على موقع ناشيونال فوتبول تيمز (الإنجليزية)
- غابرييل بريدا على موقع عالم كرة القدم.نت (الإنجليزية)